# Comuna Finiș, Bihor
Finiș (în maghiară: Várasfenes) este o comună în județul Bihor, Crișana, România, formată din satele Brusturi, Finiș (reședința), Fiziș, Ioaniș și Șuncuiș. Este așezată în partea de sud-vest a județului Bihor, în zona de contact a depresiunii Beiușului cu Munții Codrului, pe malul stâng al Crișului Negru.

## Demografie
Componența etnică a comunei Finiș
     Români (65,95%)
     Maghiari (24,99%)
     Alte etnii (0,4%)
     Necunoscută (8,66%)
Componența confesională a comunei Finiș
     Ortodocși (38,95%)
     Reformați (23,82%)
     Penticostali (17,57%)
     Greco-catolici (7,7%)
     Baptiști (1,36%)
     Alte religii (1,66%)
     Necunoscută (8,94%)
Conform recensământului efectuat în 2021, populația comunei Finiș se ridică la 3.245 de locuitori, în scădere față de recensământul anterior din 2011, când fuseseră înregistrați 3.680 de locuitori. Majoritatea locuitorilor sunt români (65,95%), cu o minoritate de maghiari (24,99%), iar pentru 8,66% nu se cunoaște apartenența etnică. Din punct de vedere confesional, cei mai mulți locuitori sunt ortodocși (38,95%), cu minorități de reformați (23,82%), penticostali (17,57%), greco-catolici (7,7%) și baptiști (1,36%), iar pentru 8,94% nu se cunoaște apartenența confesională.

## Politică și administrație
Comuna Finiș este administrată de un primar și un consiliu local compus din 13 consilieri. Primarul, Apolonia Man[*], de la Partidul Social Democrat, este în funcție din 1 noiembrie 2024. Începând cu alegerile locale din 2024, consiliul local are următoarea componență pe partide politice:
|  | Partid                                 | Consilieri | Componența Consiliului | Componența Consiliului | Componența Consiliului | Componența Consiliului |
|  | -------------------------------------- | ---------- | ---------------------- | ---------------------- | ---------------------- | ---------------------- |
|  | Partidul Social Democrat               | 4          |                        |                        |                        |                        |
|  | Uniunea Democrată Maghiară din România | 4          |                        |                        |                        |                        |
|  | Partidul Național Liberal              | 3          |                        |                        |                        |                        |
|  | Alianța pentru Unirea Românilor        | 1          |                        |                        |                        |                        |
|  | Alianța Dreapta Unită                  | 1          |                        |                        |                        |                        |

## Istoric
Prima atestare documentara a localității Finiș datează din anul 1291, când apare cu denumirea de Fenes. În acea perioadă localitatea și cetatea erau proprietatea Episcopului de Oradea. 
Istoricul localității Finiș este strâns legat de cetatea cu același nume, care este așezată la hotarul satului Finiș, pe vârful unui pisc. În 1661 cetatea cade sub ocupație turcească, care va dura 30 de ani. În timpul ascensiunii imperiului Habsburgic, turcii sunt alungați din cetate de contele Cerbeli, însă înainte de a pleca, aceștia o distrug. După războiul curuților din 1781, austriecii ordonă dărâmarea cetății, deoarece aici au fost constituite baze de operații ale curuților.

## Obiective turistice
Cetatea Finis (Belovar)
Schitul Huta
Zona turistică Valea Finișului
Filigoria lui Vlad